# 디피카 아민

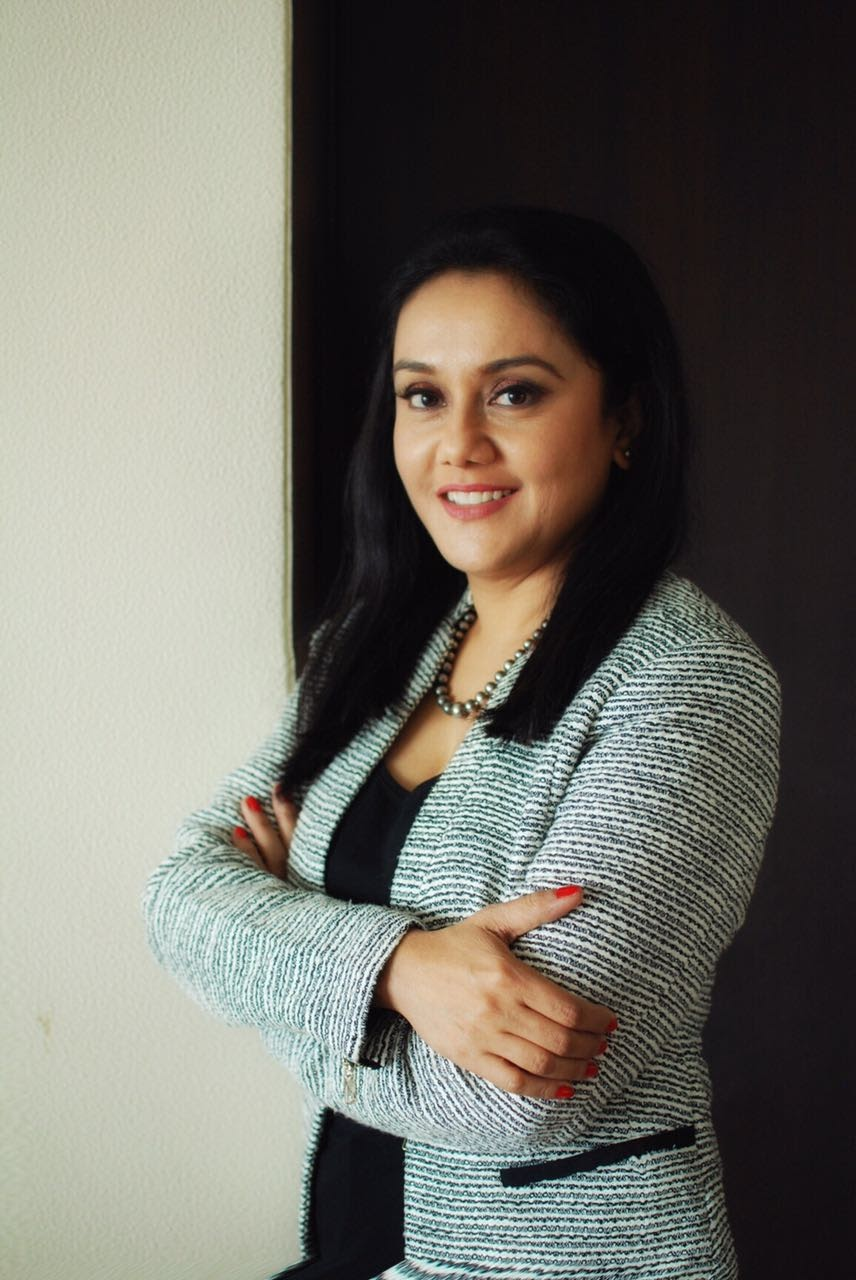

디피카 아민(Deepika Amin)은 인도의 배우, 텔레비전 배우이다.

## 영화
- 마르다니 2 (2019년)
- 소누 케 티투 키 스위티 (2018년)
- 샤룩칸의 팬 (2016년) - 가라브의 엄마 역
- 험프티 샤르마 키 둘하니아 (2014년)
- 라지조 (2013년)